# Stefan Sporbert
Stefan Sporbert (* 23. Oktober 1976 in Dresden) ist ein deutscher Filmproduzent.

## Leben
Stefan Sporbert wurde 1976 in Dresden geboren. Nach dem Abitur studierte er Betriebswirtschaftslehre an der Humboldt-Universität zu Berlin und dann Kommunikationswissenschaften an der TU-Berlin. 2007 machte Sporbert den Bachelor of Arts in Film und Fernsehen an der Medienakademie Berlin. Während seines Studiums arbeitete er als Produktionsassistent bei der UFA Entertainment AG und als Assistent des technischen Leiters bei der Berliner X Verleih AG. 2008 gründete er zusammen mit Rüdiger Heinze die Filmproduktionsfirma Zum Goldenen Lamm.
Sporbert lebt in Ludwigsburg.

## Filmografie (Auswahl)
- 2005: Der Mann mit dem weissen Bart
- 2009: Parkour
- 2009: Die zwei Leben des Daniel Shore
- 2011: Schreie der Vergessenen
- 2012: Draussen ist Sommer
- 2015: Freistatt
- 2017: Back for Good
- 2019: A Gschicht über d’Lieb
- 2019: Now or Never
- 2021: Tatort: Neugeboren
- 2021: Tatort: Und immer gewinnt die Nacht
- 2024: Trapps Sommer (Fernsehfilm)

## Auszeichnungen
- 2012: Bayerischer Fernsehpreis in der Kategorie Nachwuchsförderpreis für Schreie der Vergessenen